# Кампанелли, Филиппо
Филиппо Кампанелли (итал. Filippo Campanelli; 1 мая 1739, Мателика, Папская область — 18 февраля 1795, Рим, Папская область) — итальянский куриальный кардинал, доктор обоих прав. Апостольский про-датарий с 3 апреля 1789 по 18 февраля 1795. Кардинал-дьякон с 30 марта 1789, с титулярной диаконией Санта-Мария-делла-Скала с 3 августа 1789 по 29 ноября 1790. Кардинал-дьякон с титулярной диаконией Сант-Анджело-ин-Пескерия с 29 ноября 1790 по 26 сентября 1791. Кардинал-дьякон с титулярной диаконией Сан-Чезарео-ин-Палатио с 26 сентября 1791 по 18 февраля 1795.